# Marc Amann
Marc Amann (* 16. Januar 1994) ist ein deutscher Geschwindigkeitsskifahrer. Sein verstorbener Vater Reinhard war ebenfalls Geschwindigkeitsskifahrer.

## Werdegang
Amann nahm am 15. Januar 2012 beim FIS-Rennen in Lackenhof am Ötscher teil und belegte den zweiten Platz. Ein Jahr später gewann er bei den Speedski-Weltmeisterschaften 2013 in Vars die Bronzemedaille in der SDHJ-Klasse. Am 17. April gab er sein Debüt im Speedski-Weltcup in Verbier, kam auf Anhieb auf den vierten Platz und bei den Speed Masters den elften Platz. In seiner zweiten Saison 2014 gewann er die den ersten Tag der zweiten Weltcupstation in Pas de la Casa und belegte am Saisonende den siebenten Platz in der Weltcupgesamtwertung. Bei seinen zweiten Speedski-Weltmeisterschaften 2015 in Pas de la Casa gewann er die Goldmedaille in der SDHJ-Klasse. 
Im Jahr 2016 startete Amann erstmals in der Herrenklasse der Speed-Downhiller. In dieser Saison fuhr er beim Speedski-Weltcup in Vars mit seiner persönlichen Höchstgeschwindigkeit von 185,660 km/h auf den dritten Platz. Auf der Piste "Chocken" in Idre Fäll belegte er im März 2017 den zweiten Platz im Weltcup und die Bronzemedaille bei der Weltmeisterschaft. Am 7. April 2017 fuhr Amann im Speedski-Weltcup in Andorra auf den zweiten Platz. Zwei Tage später gelang ihm das Gleiche auf derselben Strecke noch einmal. 

## Erfolge

### Weltmeisterschaft
- Vars 2013: 3. SDHJ-Klasse
- Pas de la Casa 2015: 1. SDHJ-Klasse
- Idre Fjäll 2017; 3. SDH-Klasse

### Weltcup
- 5 Podestplätze, davon 1 Sieg:

|                       | Datum            | Ort            | Land    |
| --------------------- | ---------------- | -------------- | ------- |
| Speed Downhill Junior |                  |                |         |
| 10                    | 22. Februar 2014 | Pas de la Casa | Andorra |

- Weltcupplatzierung

| Saison | Gesamt | Klasse |
| ------ | ------ | ------ |
| 2013   | 12.    | SDHJ   |
| 2014   | 7.     | SDHJ   |
| 2015   | 11.    | SDHJ   |
| 2016   | 12.    | SDH    |
| 2017   | 4.     | SDH    |